# Olu Oguibe
Pour les articles homonymes, voir Oguibe.
Olu Oguibe, également Olu Oluchukwu, né le 14 octobre 1964, est un artiste conceptuel et universitaire américain d'origine nigériane. Également  poète, scientifique culturel et conservateur, il a participé à la documenta 14 et a reçu le prix Arnold Bode de la ville de Kassel en 2017.
Professeur d'art et d'études afro-américaines à l'Université du Connecticut à Storrs, Olu Oguibe est chercheur principal au Vera List Center for Art and Politics de la New School de New York et de la Smithsonian Institution de Washington, DC. Il est également historien de l'art, conservateur d’art et principal contributeur à la théorie postcoloniale et aux nouvelles études sur les technologies de l’information,. Olu Oguibe est également connu pour être un érudit et historien très respecté de l'art contemporain africain et afro-américain et a reçu le Prix des arts du gouverneur de l'État du Connecticut pour l'excellence et l'œuvre de toute une vie le 15 juin 2013.

## Biographie
Né le 14 octobre 1964 à Aba, au Nigeria,, Olu Oguibe reçoit sa première expérience artistique de son père, connu pour être un prédicateur, un ancien professeur d'école, un sculpteur sur bois et un peintre d'enseignes. La vie d'Olu Oguibe est perturbée par la guerre civile nigériane de 1967 à 1970, mais sa famille a survécu intacte et l'artiste  participe ensuite à des activités artistiques traditionnelles dans sa communauté Igbo natale. Olu Oguibe s'inspire du mouvement des arts noirs (Black Arts Movement) qui s'est développé entre 1965 et 1975. Il s'inspire largement de ce mouvement pour créer sa propre œuvre d'art unique. Dans les années 1980, Olu Oguibe remarque un changement dans ce mouvement : des artistes noirs exposent, possèdent leurs propres galeries et des centres culturels noirs. En 1990, le mouvement des arts noirs (Black Arts Movement) en Grande-Bretagne était pratiquement terminé. Olu Oguibe fait ses études au Nigeria et en Angleterre. En 1986, il obtient une licence en beaux-arts et arts appliqués de l'Université du Nigeria. En 1992, il obtient un doctorat en histoire de l'art de la School of Oriental and African Studies Université de Londres pour sa thèse « Uzo Egonu : An African Artist in the West » (également le titre de son livre de 1995).

## Projets artistiques

### The Present is a Dangerous Place to Live
L'œuvre The Present is a Dangerous Place to Live (Le présent est un endroit dangereux où vivre) de 1987 montre une aquarelle représentant deux personnes discutant intensément devant une grande pièce vide.

### Documenta 14

#### Archives du Biafra à Athènes
Pour la documenta 14 à Athènes, Oguibe a rassemblé une archive de la tragédie humaine de la guerre du Biafra, qu'il a vécue étant enfant.

#### Monument des étrangers et des réfugiés

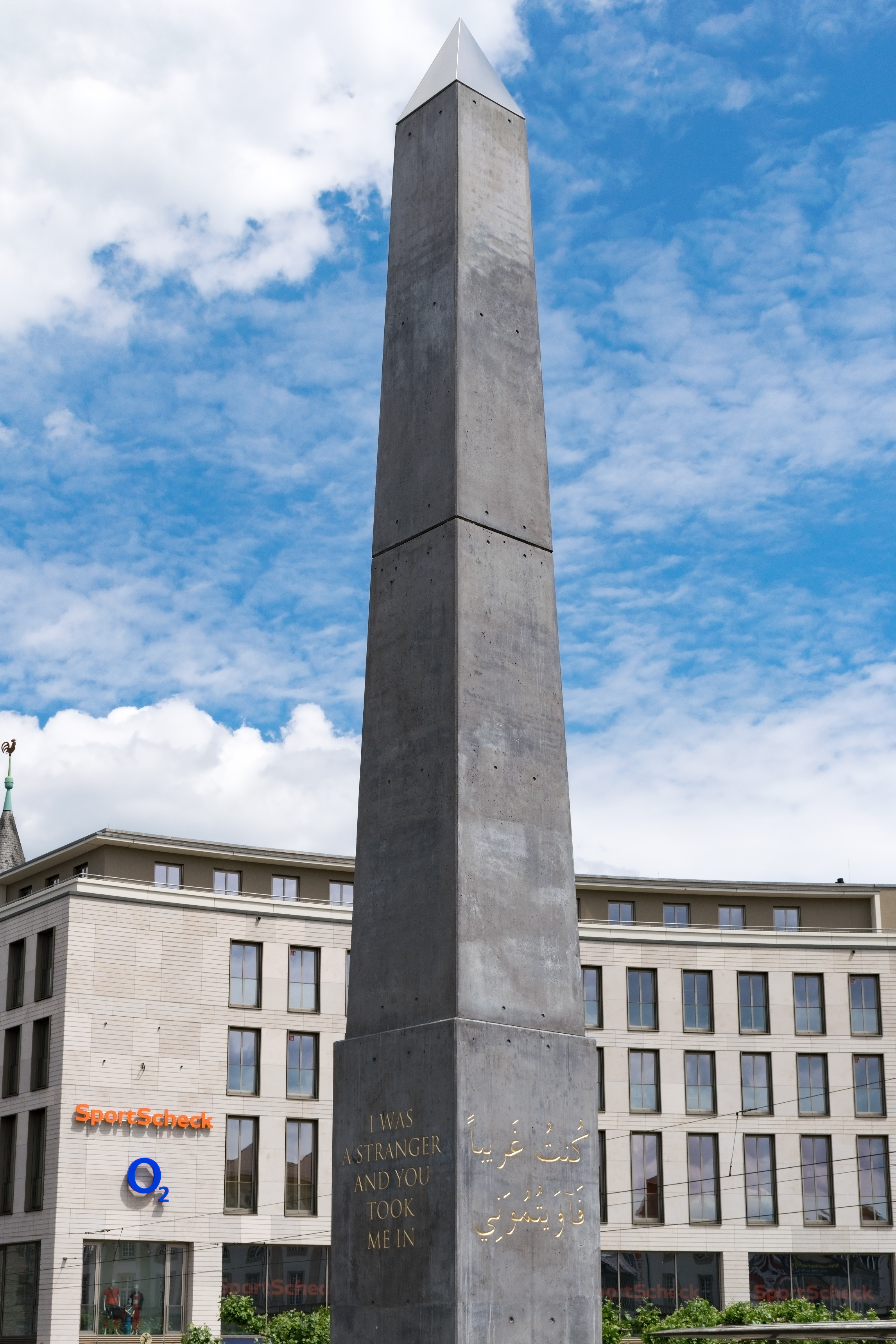
Monument aux Étrangers et aux Réfugiés, 16.20 m de haut.

Dans le cadre de la documenta 14 à Kassel, Olu Oguibe réalise un obélisque monumental classique pour la Königsplatz (de) de Kassel. Érigé en juin 2017, l'obélisque de quelque 16 mètres de haut porte sur chaque côté la citation biblique « J'étais un étranger et tu m'as hébergé » en allemand, anglais, arabe et turc, les langues les plus parlées à Kassel. L'œuvre d'art est destinée à commémorer les 60 millions de réfugiés dans le monde.
En raison d'un différend, après l'expiration de la période de prêt contractuelle, dans une action inopinée à l'insu du chef du département culturel, la ville de Kassel retire le mémorial de la Königsplatz (de) tôt le matin du 3 octobre 2018 et le stocke dans une cour. L'œuvre est réinstallée Treppenstraße en avril 2019.

## Publications
- (en) Uzo Egonu : An African Artist in the West, Small PressDistribution, 1995, 175 p. (ISBN 978-0-947753-08-5).

## Expositions personnelles
- Didi Museum, Lagos, 1988
- 1989 Syrian Club, Lagos, 1989
- Uli, Iwalewa-Haus, Bayreuth, 1989
- Format sein soziales Ich
- The present is a Dangerous Place to life, 1987
- Savannah Gallery, London, 1993/94
- Roslyn Oxley Gallery Sydney, 1994
- Busan Biennale's contemporary art exhibition, Busan, 2004
- University of Connecticut, Storrs, 2004
- Buggy Memorial to the Unknown Child. Hartford, 2008
- Close Your Eyes and Look as Far as You Can See, multimedia. Hartford Real Art Ways, 2008
- Yale University, Department of African American Studies, New Haven, 2013
- Real Art Ways, Hartford, 2014